# Panupong Rungsuree
Panupong Rungsuree (thailändisch ภานุพงศ์ รุ่งสุรีย์, * 23. Januar 1997 in Suphanburi) ist ein thailändischer Fußballspieler.

## Karriere
Panupong Rungsuree stand bis 2019 beim Chamchuri United FC in Bangkok unter Vertrag. Mit dem Verein spielte er in der dritten Liga, der Thai League 3. Hier trat man in der Lower Region an. 2020 wechselte er zum Ligakonkurrenten Pathumthani University FC. Zuletzt spielte er mit dem Verein in der Western Region der Liga. Zu Beginn der Saison 2021/22 unterschrieb er im April 2022 einen Vertrag beim Drittligisten Trang FC. Der Verein aus Trang trat in der Southern Region der dritten Liga an. Für Trang absolvierte er elf Drittligaspiele. Zur Rückrunde 2021/22 ging er nach Kanchanaburi, wo er einen Vertrag beim Zweitligisten Muangkan United FC unterschrieb. Sein Zweitligadebüt gab Panupong Rungsuree am 23. Januar 2022 (20. Spieltag) im Heimspiel gegen den Udon Thani FC. Hier wurde er in der 75. Minute für den Japaner Kento Nagasaki eingewechselt. Muangkan gewann das Spiel 6:1. In der Rückrunde 2021/22 bestritt er vier Zweitligaspiele. Im Juni 2022 verpflichtete ihn der Erstligaabsteiger Suphanburi FC. Am Ende der Saison 2024/25 musste er mit Suphanburi in die dritte Liga absteigen.